# Kachovskaja (stanice metra v Moskvě)
Kachovskaja (rusky Каховская) je stanice moskevského metra, jedna ze tří stanic na nejstarší části linky Bolšaja kolcevaja, původně samostatné nejkratší stejnojmenné lince metra. V rámci výstavby linky Bolšaja kolcevaja byla od 30. března 2019 do 7. prosince 2021 uzavřena. V té době došlo také k rekonstrukci stanice. Geograficky je umístěna na jihu města, pod Kachovským náměstím.

## Charakter stanice
Stanice je konstruována jako podzemní, hloubená, unifikované konstrukce – s ostrovním nástupištěm, mělce založená v hloubce 9 m pod povrchem. Vzhled nástupiště do velké míry určoval standardizovaný projekt, typický pro stanice, které byly postaveny v 60., 70. a 80. letech 20. století. Podpírá jej totiž celkem čtyřicet betonových sloupů, obložených hnědým mramorem. Podlahu tvoří žula, stěny za nástupištěm pak bílé dlaždice, které v určitých intervalech střídají reliéfy s tématem ruské občanské války.
Stanice má dva vestibuly (východní a západní); jeden z nich je společný pro obě linky (od roku 1983 lze z Kachovské přestoupit i do stanice Sevastopolskaja na deváté lince, která je založena pod Kachovskou stanicí). Kachovskaja slouží veřejnosti již od 11. srpna 1969.